# جاك راسيل (لاعب كريكت بريطاني)
جاك راسيل (7 أكتوبر 1887 - 23 مارس 1961) (بالإنجليزية: C. A. G. Russell)‏ هو لاعب كريكت بريطاني (وحمل سابقاً جنسية المملكة المتحدة لبريطانيا العظمى وأيرلندا). شارك مع منتخب إنجلترا للكريكت.

## وصلات خارجية
- جاك راسيل على موقع إي آس بي آن كريك إنفو (الإنجليزية)